# Radioåret 1958

## Händelser

### Maj
- 23 maj - Anna Wahlenbergs pjäs Trollgubben i storberget har urpremiär i SR.[1]

### Augusti
- Augusti - I Öresundsregionen mellan Danmark och Sverige startar den nya danska piratradiostationen, Radio Mercur. Den sänder från båtar på internationellt vatten och sänder bland annat reklam och populärmusik till lyssnare i Köpenhamns-området. Programmen kan ibland höras också i de södra delarna av Sverige. Radio Mercur är Nordens första piratradio.

### November
- 23 november – Radioversionen av amerikanska Westernserien Have Gun – Will Travel har premiär. Den är något så ovanligt som en TV-produktion som blir radio, och inte tvärtom.[2]

### December
- December - Skånes Radio Mercur, Sveriges första piratradio, startar sina sändningar.

### Okänt datum
- SR börjar sända Mosebacke monarki.[3]

## Radioprogram

### Sveriges Radio
- 13 oktober - Premiär för Mosebacke Monarki.
- 1 december - Årets julkalender är Julbestyr på en bondgård.[4]

## Födda
- 16 februari – Eva Sjöstrand, svensk radiojournalist.
- 8 maj – Susanne Tellinger, svensk radioprogramledare.
- 28 maj
  - Hans-Göran Björk, svensk radioprogramledare.
  - Sanna Martin, svensk radioprogramledare.
- 6 juli – Pontus Enhörning, svensk radio- och TV-programledare.
- 22 juli – Tomas Ramberg, svensk radiojournalist.
- 24 september – Peter Borossy, svensk radioprogramledare.

### Fotnoter
1. ↑  ”Dramawebben”. Arkiverad från originalet den 14 februari 2012. https://web.archive.org/web/20120214073303/http://www.dramawebben.se/pjas/trollgubben-i-storberget. Läst 24 mars 2011.
2. ↑  Have Gun – Will Travel Arkiverad 14 april 2011 hämtat från the Wayback Machine. (provlyssning)
3. ↑  ”78:or & film”. Arkiverad från originalet den 5 mars 2021. https://web.archive.org/web/20210305042652/http://musiknostalgi.atspace.cc/ra_lic.htm. Läst 26 mars 2011.
4. ↑  ”1958, Julbestyr på en bondgård”. Sveriges Radio. http://sverigesradio.se/barn/julkalendrar/1958.stm. Läst 31 augusti 2015.